# Pechanec von Kralowitz
Pechanec von Kralowitz (tschechisch Pechanec z Kralovic) war eine altböhmische Adelsfamilie, die eine Gans in ihrem Wappen führten.

## Persönlichkeiten
Pechanec (auch Peter), Urahne der Familie, lebte 1400 in Prag. Jakob († 1497), Herr von Kralowitz bei Aurinowes war der erste der Familie, der einen Herrschertitel verliehen bekam. 1491 machte er der Prager Kirche des Hl. Kastulus, bei der sich auch das Familiengrab befand, reiche Schenkungen. Er erwarb einige Höfe bei Schlan, zu denen sein Sohn Johann († 1532) weitere hinzukaufte. 
Dessen Frau Martha von Besdiekau erwarb 1519 Sluštice. Von ihren Söhnen Georg, Matthias und Burian wurden nur die beiden letztgenannten volljährig. 
Matthias kaufte noch zu Lebzeiten von Burian, der als Zeuge diente, Chřenice und 1558 Květnice hinzu. Matthias starb 1568 ohne Nachkommen und vermachte sein Vermögen seinem Oheim, Nikolaus Skalský von Dauba, und dessen Frau. Auch Burian starb ohne Erben. Zwar brachte seine Frau Anna vier Söhne und zwei Töchter in die Ehe, diese waren jedoch nicht erbberechtigt und wurden später auch nicht mehr erwähnt. Sein Vermögen fiel nach seinem Tod 1567 an den König, der es 1575 an Nikolaus Skalský von Dauba veräußerte. 